# 김민호 (축구 선수)
김민호(한국 한자: 金珉浩, 2000년 1월 25일 ~ )는 대한민국의 축구 선수로 현재 K리그2의 서울 이랜드에서 골키퍼로 활약 중이다.

## 클럽 경력

### J리그
순천중앙초등학교, 순천매산중학교를 거쳐 보인고등학교에 재학 중이던 2018년 일본 J1리그 사간 도스의 연습생 자격으로 훈련에 참가한 뒤 이듬해에 정식으로 입단했지만 입단 후 2년동안 단 1경기도 출전하지 못했다.
그 후 2021 시즌 말미 무렵 일본 J3리그의 나가노 파르세이루로 임대 이적한 뒤 2022 시즌에는 완전 이적을 확정지었고 2024 시즌까지 3시즌동안 팀의 주전 골키퍼로 활약했다.

### 서울 이랜드
2024 시즌을 끝으로 6시즌간의 J리그 생활을 마무리한 후 K리그2의 서울 이랜드와 입단 계약을 체결하며 프로 입단 이후 6년만에 고국 리그로 돌아왔다.